# 伍忠阿
伍忠阿（？—1867年），字卓峰，兆佳氏，蒙古正白旗人，清朝政治人物，繙譯進士出身。
道光二十七年（1847年）丁未科繙譯進士，改翰林院庶吉士。道光三十年（1850年），任編修。咸豐六年，改詹事府右贊善。次年，任司經局洗馬、文淵閣校理。咸豐十年，任左春坊左庶子。咸豐十一年，任滿洲日講起居注官、翰林院侍講學士。同治元年，升任翰林院侍讀學士。同治二年，任詹事府少詹事。同治四年，升任內閣學士，兼禮部侍郎銜。后署刑部左侍郎，次年任大考翰詹閱卷大臣、考試漢中軍閱卷大臣，署鑲紅旗蒙古副都統。